# Old Etonians Football Club
Old Etonians Football Club é um clube de futebol de Inglaterra sediado na cidade de Eton, Berkshire. Os seus jogos em casa são disputados no Dutchman's Playing Fields e no Pococks Lane.

## Títulos
- FA Cup (2): 1878–79, 1881–82
- Arthurian Premier Division (2): 1992–93, 2004–05
- Arthurian Division One (1): 1985–86
- Arthurian Division Two (4): 1992–93, 1997–98, 1999–00, 2003–04
- Arthurian Division Three (2): 1995–96, 2004–05
- Arthurian Division Four (2): 1989–90, 1993–94
- Arthur Dunn Cup (2): 2004–05, 2009–10